# Eleições autárquicas de 2009 no Porto
As eleições autárquicas de 2009 serviram para eleger os membros dos diferentes órgãos do poder local no Concelho do Porto.
Rui Rio, presidente da câmara pela coligação entre o Partido Social Democrata e o CDS - Partido Popular desde 2001, voltou a vencer as eleições, ao obter 47,5% dos votos e mantendo a maioria absoluta na vereação da câmara.
O Partido Socialista, que tinha Elisa Ferreira como sua candidata, voltou a falhar o objetivo de recuperar a câmara, ficando-se pelos 34,7% dos votos.
Por fim, destacar o bom resultado da Coligação Democrática Unitária, que obteve 10% dos votos, enquanto, o Bloco de Esquerda voltou a não conseguir eleger um vereador.

## Resultados Oficiais
Os resultados para os diferentes órgãos do poder local no Concelho do Porto foram os seguintes:

### Câmara Municipal
| Partido                 | Partido                        | Votos   | %               | +/-  | Vereadores | +/-     |
| ----------------------- | ------------------------------ | ------- | --------------- | ---- | ---------- | ------- |
|                         | PSD-CDS                        | 62 507  | 47,48 / 100,00  | 1,31 | 7 / 13     | Estável |
|                         | Partido Socialista             | 45 682  | 34,70 / 100,00  | 1,44 | 5 / 13     | Estável |
|                         | Coligação Democrática Unitária | 12 904  | 9,80 / 100,00   | 0,84 | 1 / 13     | Estável |
|                         | Bloco de Esquerda              | 6 552   | 4,98 / 100,00   | 0,76 | 0 / 13     | Estável |
|                         | PCTP/MRPP                      | 915     | 0,70 / 100,00   | 0,14 | 0 / 13     | Estável |
| Votos Inválidos         | Votos Inválidos                | 3 089   | 2,35 / 100,00   | 0,88 |            |         |
| Total                   | Total                          | 131 649 | 100,00 / 100,00 |      | 13 / 13    |         |
| Eleitorado/Participação | Eleitorado/Participação        | 231 978 | 56,75 / 100,00  | 1,77 |            |         |

### Assembleia Municipal
| Partido                 | Partido                        | Votos   | %               | +/-  | Deputados | +/-     |
| ----------------------- | ------------------------------ | ------- | --------------- | ---- | --------- | ------- |
|                         | PSD-CDS                        | 58 168  | 44,19 / 100,00  | 0,48 | 18 / 39   | Estável |
|                         | Partido Socialista             | 44 422  | 33,75 / 100,00  | 1,09 | 14 / 39   | 1       |
|                         | Coligação Democrática Unitária | 14 506  | 11,02 / 100,00  | 0,60 | 4 / 39    | Estável |
|                         | Bloco de Esquerda              | 9 893   | 7,52 / 100,00   | 0,72 | 3 / 39    | 1       |
|                         | Movimento Esperança Portugal   | 1 261   | 0,96 / 100,00   | Novo | 0 / 39    | Novo    |
| Votos Inválidos         | Votos Inválidos                | 3 388   | 2,57 / 100,00   | 1,05 |           |         |
| Total                   | Total                          | 131 638 | 100,00 / 100,00 |      | 39 / 39   |         |
| Eleitorado/Participação | Eleitorado/Participação        | 231 978 | 56,75 / 100,00  | 1,78 |           |         |

### Juntas de Freguesia
| Partido                 | Partido                        | Votos   | %               | +/-  | Presidentes | +/-     | Vereadores | +/-     |
| ----------------------- | ------------------------------ | ------- | --------------- | ---- | ----------- | ------- | ---------- | ------- |
|                         | PSD-CDS                        | 58 471  | 44,42 / 100,00  | 1,51 | 9 / 15      | Estável | 99 / 207   | 5       |
|                         | Partido Socialista             | 46 155  | 35,06 / 100,00  | 0,92 | 6 / 15      | Estável | 79 / 207   | 1       |
|                         | Coligação Democrática Unitária | 13 403  | 10,18 / 100,00  | 0,24 | 0 / 15      | Estável | 21 / 207   | 1       |
|                         | Bloco de Esquerda              | 8 940   | 6,79 / 100,00   | 0,76 | 0 / 15      | Estável | 8 / 207    | 1       |
|                         | Grupo de Cidadãos              | 253     | 0,19 / 100,00   | 0,25 | 0 / 15      | Estável | 0 / 207    | Estável |
| Votos Inválidos         | Votos Inválidos                | 4 416   | 3,36 / 100,00   | 0,79 |             |         |            |         |
| Total                   | Total                          | 131 638 | 100,00 / 100,00 |      | 15 / 15     |         | 207 / 207  | 8       |
| Eleitorado/Participação | Eleitorado/Participação        | 231 978 | 56,75 / 100,00  | 1,77 |             |         |            |         |

## Resultados por Freguesia

### Câmara Municipal
| Freguesia       | %        | %     | %     | %    | %    | Votantes |
| Freguesia       | PSD- CDS | PS    | CDU   | BE   | PCTP | Votantes |
| --------------- | -------- | ----- | ----- | ---- | ---- | -------- |
| Aldoar          | 46,50    | 36,83 | 8,15  | 5,49 | 0,62 | 7 249    |
| Bonfim          | 48,02    | 33,97 | 9,90  | 5,22 | 0,56 | 13 837   |
| Campanhã        | 33,21    | 46,68 | 11,34 | 5,22 | 0,95 | 18 591   |
| Cedofeita       | 52,69    | 29,44 | 9,48  | 5,27 | 0,46 | 12 737   |
| Foz do Douro    | 59,12    | 27,30 | 7,13  | 3,77 | 0,40 | 6 817    |
| Lordelo do Ouro | 52,67    | 31,12 | 9,43  | 4,07 | 0,71 | 11 293   |
| Massarelos      | 49,69    | 30,88 | 11,49 | 5,05 | 0,78 | 4 220    |
| Miragaia        | 33,51    | 40,51 | 17,52 | 4,86 | 1,07 | 1 501    |
| Nevogilde       | 77,21    | 14,54 | 3,60  | 2,09 | 0,32 | 3 115    |
| Paranhos        | 47,89    | 33,92 | 9,85  | 5,34 | 0,84 | 24 416   |
| Ramalde         | 51,24    | 31,58 | 9,22  | 4,96 | 0,61 | 18 095   |
| Santo Ildefonso | 46,30    | 35,59 | 9,87  | 5,47 | 0,64 | 4 974    |
| São Nicolau     | 27,19    | 45,94 | 17,58 | 6,41 | 1,02 | 1 280    |
| Sé              | 26,29    | 53,20 | 12,40 | 4,15 | 1,05 | 2 096    |
| Vitória         | 31,86    | 47,27 | 11,62 | 5,60 | 0,77 | 1 428    |
| Porto           | 47,48    | 34,70 | 9,80  | 4,98 | 0,70 | 131 649  |

#### Aldoar
| Partido                 | Partido                        | Votos  | %               | +/-  |
| ----------------------- | ------------------------------ | ------ | --------------- | ---- |
|                         | PSD-CDS                        | 3 371  | 46,50 / 100,00  | 3,89 |
|                         | Partido Socialista             | 2 670  | 36,83 / 100,00  | 3,80 |
|                         | Coligação Democrática Unitária | 591    | 8,15 / 100,00   | 0,41 |
|                         | Bloco de Esquerda              | 398    | 5,49 / 100,00   | 0,55 |
|                         | PCTP/MRPP                      | 45     | 0,62 / 100,00   | 0,04 |
| Votos Inválidos         | Votos Inválidos                | 174    | 2,40 / 100,00   | 0,55 |
| Total                   | Total                          | 7 249  | 100,00 / 100,00 |      |
| Eleitorado/Participação | Eleitorado/Participação        | 11 488 | 63,10 / 100,00  | 1,58 |

#### Bonfim
| Partido                 | Partido                        | Votos  | %               | +/-  |
| ----------------------- | ------------------------------ | ------ | --------------- | ---- |
|                         | PSD-CDS                        | 6 644  | 48,02 / 100,00  | 0,69 |
|                         | Partido Socialista             | 4 701  | 33,97 / 100,00  | 0,11 |
|                         | Coligação Democrática Unitária | 1 370  | 9,90 / 100,00   | 0,78 |
|                         | Bloco de Esquerda              | 722    | 5,22 / 100,00   | 1,16 |
|                         | PCTP/MRPP                      | 78     | 0,56 / 100,00   | 0,02 |
| Votos Inválidos         | Votos Inválidos                | 322    | 2,32 / 100,00   | 0,68 |
| Total                   | Total                          | 13 837 | 100,00 / 100,00 |      |
| Eleitorado/Participação | Eleitorado/Participação        | 25 020 | 55,30 / 100,00  | 1,59 |

#### Campanhã
| Partido                 | Partido                        | Votos  | %               | +/-  |
| ----------------------- | ------------------------------ | ------ | --------------- | ---- |
|                         | Partido Socialista             | 8 678  | 46,68 / 100,00  | 1,44 |
|                         | PSD-CDS                        | 6 175  | 33,21 / 100,00  | 1,38 |
|                         | Coligação Democrática Unitária | 2 108  | 11,34 / 100,00  | 0,12 |
|                         | Bloco de Esquerda              | 970    | 5,22 / 100,00   | 1,06 |
|                         | PCTP/MRPP                      | 176    | 0,95 / 100,00   | 0,05 |
| Votos Inválidos         | Votos Inválidos                | 484    | 2,60 / 100,00   | 0,55 |
| Total                   | Total                          | 18 591 | 100,00 / 100,00 |      |
| Eleitorado/Participação | Eleitorado/Participação        | 33 838 | 54,94 / 100,00  | 1,47 |

#### Cedofeita
| Partido                 | Partido                        | Votos  | %               | +/-  |
| ----------------------- | ------------------------------ | ------ | --------------- | ---- |
|                         | PSD-CDS                        | 6 711  | 52,69 / 100,00  | 1,05 |
|                         | Partido Socialista             | 3 570  | 29,44 / 100,00  | 0,61 |
|                         | Coligação Democrática Unitária | 1 208  | 9,48 / 100,00   | 2,20 |
|                         | Bloco de Esquerda              | 671    | 5,27 / 100,00   | 0,83 |
|                         | PCTP/MRPP                      | 58     | 0,46 / 100,00   | 0,01 |
| Votos Inválidos         | Votos Inválidos                | 339    | 2,66 / 100,00   | 0,74 |
| Total                   | Total                          | 12 737 | 100,00 / 100,00 |      |
| Eleitorado/Participação | Eleitorado/Participação        | 23 152 | 55,01 / 100,00  | 1,31 |

#### Foz do Douro
| Partido                 | Partido                        | Votos  | %               | +/-     |
| ----------------------- | ------------------------------ | ------ | --------------- | ------- |
|                         | PSD-CDS                        | 4 030  | 59,12 / 100,00  | 3,21    |
|                         | Partido Socialista             | 1 861  | 27,30 / 100,00  | 1,97    |
|                         | Coligação Democrática Unitária | 486    | 7,13 / 100,00   | 0,63    |
|                         | Bloco de Esquerda              | 257    | 3,77 / 100,00   | 0,02    |
|                         | PCTP/MRPP                      | 27     | 0,40 / 100,00   | Estável |
| Votos Inválidos         | Votos Inválidos                | 156    | 2,29 / 100,00   | 1,02    |
| Total                   | Total                          | 6 817  | 100,00 / 100,00 |         |
| Eleitorado/Participação | Eleitorado/Participação        | 10 595 | 64,34 / 100,00  | 1,48    |

#### Lordelo do Ouro
| Partido                 | Partido                        | Votos  | %               | +/-  |
| ----------------------- | ------------------------------ | ------ | --------------- | ---- |
|                         | PSD-CDS                        | 5 948  | 52,67 / 100,00  | 4,49 |
|                         | Partido Socialista             | 3 514  | 31,12 / 100,00  | 3,30 |
|                         | Coligação Democrática Unitária | 1 065  | 9,43 / 100,00   | 0,21 |
|                         | Bloco de Esquerda              | 460    | 4,07 / 100,00   | 0,06 |
|                         | PCTP/MRPP                      | 80     | 0,71 / 100,00   | 0,28 |
| Votos Inválidos         | Votos Inválidos                | 226    | 2,00 / 100,00   | 0,89 |
| Total                   | Total                          | 11 293 | 100,00 / 100,00 |      |
| Eleitorado/Participação | Eleitorado/Participação        | 19 056 | 59,26 / 100,00  | 0,95 |

#### Massarelos
| Partido                 | Partido                        | Votos | %               | +/-  |
| ----------------------- | ------------------------------ | ----- | --------------- | ---- |
|                         | PSD-CDS                        | 2 097 | 49,69 / 100,00  | 0,38 |
|                         | Partido Socialista             | 1 303 | 30,88 / 100,00  | 0,30 |
|                         | Coligação Democrática Unitária | 485   | 11,49 / 100,00  | 1,33 |
|                         | Bloco de Esquerda              | 213   | 5,05 / 100,00   | 0,59 |
|                         | PCTP/MRPP                      | 33    | 0,78 / 100,00   | 0,14 |
| Votos Inválidos         | Votos Inválidos                | 89    | 2,11 / 100,00   | 0,74 |
| Total                   | Total                          | 4 220 | 100,00 / 100,00 |      |
| Eleitorado/Participação | Eleitorado/Participação        | 6 884 | 61,30 / 100,00  | 2,27 |

#### Miragaia
| Partido                 | Partido                        | Votos | %               | +/-  |
| ----------------------- | ------------------------------ | ----- | --------------- | ---- |
|                         | Partido Socialista             | 608   | 40,51 / 100,00  | 3,30 |
|                         | PSD-CDS                        | 503   | 33,51 / 100,00  | 1,37 |
|                         | Coligação Democrática Unitária | 263   | 17,52 / 100,00  | 1,51 |
|                         | Bloco de Esquerda              | 73    | 4,86 / 100,00   | 0,40 |
|                         | PCTP/MRPP                      | 16    | 1,07 / 100,00   | 0,16 |
| Votos Inválidos         | Votos Inválidos                | 38    | 2,54 / 100,00   | 0,84 |
| Total                   | Total                          | 1 501 | 100,00 / 100,00 |      |
| Eleitorado/Participação | Eleitorado/Participação        | 2 828 | 53,08 / 100,00  | 1,50 |

#### Nevogilde
| Partido                 | Partido                        | Votos | %               | +/-  |
| ----------------------- | ------------------------------ | ----- | --------------- | ---- |
|                         | PSD-CDS                        | 2 405 | 77,21 / 100,00  | 2,86 |
|                         | Partido Socialista             | 453   | 14,54 / 100,00  | 2,61 |
|                         | Coligação Democrática Unitária | 112   | 3,60 / 100,00   | 0,94 |
|                         | Bloco de Esquerda              | 65    | 2,09 / 100,00   | 0,48 |
|                         | PCTP/MRPP                      | 10    | 0,32 / 100,00   | 0,17 |
| Votos Inválidos         | Votos Inválidos                | 70    | 2,25 / 100,00   | 0,81 |
| Total                   | Total                          | 3 115 | 100,00 / 100,00 |      |
| Eleitorado/Participação | Eleitorado/Participação        | 4 876 | 63,88 / 100,00  | 3,79 |

#### Paranhos
| Partido                 | Partido                        | Votos  | %               | +/-  |
| ----------------------- | ------------------------------ | ------ | --------------- | ---- |
|                         | PSD-CDS                        | 11 694 | 47,89 / 100,00  | 1,94 |
|                         | Partido Socialista             | 8 281  | 33,92 / 100,00  | 1,70 |
|                         | Coligação Democrática Unitária | 2 405  | 9,85 / 100,00   | 0,88 |
|                         | Bloco de Esquerda              | 1 304  | 5,34 / 100,00   | 0,90 |
|                         | PCTP/MRPP                      | 204    | 0,84 / 100,00   | 0,36 |
| Votos Inválidos         | Votos Inválidos                | 528    | 2,16 / 100,00   | 1,53 |
| Total                   | Total                          | 24 416 | 100,00 / 100,00 |      |
| Eleitorado/Participação | Eleitorado/Participação        | 42 302 | 57,72 / 100,00  | 3,22 |

#### Ramalde
| Partido                 | Partido                        | Votos  | %               | +/-  |
| ----------------------- | ------------------------------ | ------ | --------------- | ---- |
|                         | PSD-CDS                        | 9 272  | 51,24 / 100,00  | 1,49 |
|                         | Partido Socialista             | 5 715  | 31,58 / 100,00  | 1,33 |
|                         | Coligação Democrática Unitária | 1 669  | 9,22 / 100,00   | 0,80 |
|                         | Bloco de Esquerda              | 898    | 4,96 / 100,00   | 0,54 |
|                         | PCTP/MRPP                      | 110    | 0,61 / 100,00   | 0,11 |
| Votos Inválidos         | Votos Inválidos                | 431    | 2,38 / 100,00   | 0,89 |
| Total                   | Total                          | 18 095 | 100,00 / 100,00 |      |
| Eleitorado/Participação | Eleitorado/Participação        | 32 192 | 56,21 / 100,00  | 1,55 |

#### Santo Ildefonso
| Partido                 | Partido                        | Votos  | %               | +/-  |
| ----------------------- | ------------------------------ | ------ | --------------- | ---- |
|                         | PSD-CDS                        | 2 303  | 46,30 / 100,00  | 1,85 |
|                         | Partido Socialista             | 1 770  | 35,59 / 100,00  | 0,98 |
|                         | Coligação Democrática Unitária | 491    | 9,87 / 100,00   | 1,16 |
|                         | Bloco de Esquerda              | 272    | 5,47 / 100,00   | 1,05 |
|                         | PCTP/MRPP                      | 32     | 0,64 / 100,00   | 0,18 |
| Votos Inválidos         | Votos Inválidos                | 106    | 2,13 / 100,00   | 0,91 |
| Total                   | Total                          | 4 974  | 100,00 / 100,00 |      |
| Eleitorado/Participação | Eleitorado/Participação        | 10 107 | 49,21 / 100,00  | 1,85 |

#### São Nicolau
| Partido                 | Partido                        | Votos | %               | +/-  |
| ----------------------- | ------------------------------ | ----- | --------------- | ---- |
|                         | Partido Socialista             | 588   | 45,94 / 100,00  | 1,10 |
|                         | PSD-CDS                        | 348   | 27,19 / 100,00  | 5,07 |
|                         | Coligação Democrática Unitária | 225   | 17,58 / 100,00  | 5,88 |
|                         | Bloco de Esquerda              | 82    | 6,41 / 100,00   | 1,78 |
|                         | PCTP/MRPP                      | 13    | 1,02 / 100,00   | 0,44 |
| Votos Inválidos         | Votos Inválidos                | 24    | 1,87 / 100,00   | 1,41 |
| Total                   | Total                          | 1 280 | 100,00 / 100,00 |      |
| Eleitorado/Participação | Eleitorado/Participação        | 2 568 | 49,84 / 100,00  | 5,10 |

#### Sé
| Partido                 | Partido                        | Votos | %               | +/-  |
| ----------------------- | ------------------------------ | ----- | --------------- | ---- |
|                         | Partido Socialista             | 1 115 | 53,20 / 100,00  | 3,08 |
|                         | PSD-CDS                        | 551   | 26,29 / 100,00  | 4,16 |
|                         | Coligação Democrática Unitária | 260   | 12,40 / 100,00  | 0,68 |
|                         | Bloco de Esquerda              | 87    | 4,15 / 100,00   | 1,47 |
|                         | PCTP/MRPP                      | 22    | 1,05 / 100,00   | 0,14 |
| Votos Inválidos         | Votos Inválidos                | 61    | 2,91 / 100,00   | 0,43 |
| Total                   | Total                          | 2 096 | 100,00 / 100,00 |      |
| Eleitorado/Participação | Eleitorado/Participação        | 4 361 | 48,06 / 100,00  | 1,93 |

#### Vitória
| Partido                 | Partido                        | Votos | %               | +/-  |
| ----------------------- | ------------------------------ | ----- | --------------- | ---- |
|                         | Partido Socialista             | 675   | 47,27 / 100,00  | 0,98 |
|                         | PSD-CDS                        | 455   | 31,86 / 100,00  | 2,79 |
|                         | Coligação Democrática Unitária | 166   | 11,62 / 100,00  | 1,35 |
|                         | Bloco de Esquerda              | 80    | 5,60 / 100,00   | 2,07 |
|                         | PCTP/MRPP                      | 11    | 0,77 / 100,00   | 0,15 |
| Votos Inválidos         | Votos Inválidos                | 41    | 2,87 / 100,00   | 0,53 |
| Total                   | Total                          | 1 428 | 100,00 / 100,00 |      |
| Eleitorado/Participação | Eleitorado/Participação        | 2 711 | 52,67 / 100,00  | 0,30 |

### Assembleia Municipal
| Freguesia       | %        | %     | %     | %     | %     | Votantes |
| Freguesia       | PSD- CDS | PS    | CDU   | BE    | MEP   | Votantes |
| --------------- | -------- | ----- | ----- | ----- | ----- | -------- |
| Aldoar          | 41,07    | 37,48 | 9,31  | 8,11  | 1,13  | 7 249    |
| Bonfim          | 45,89    | 31,39 | 10,96 | 8,18  | 0,85  | 13 837   |
| Campanhã        | 30,13    | 45,89 | 13,21 | 7,49  | 0,45  | 18 591   |
| Cedofeita       | 50,38    | 27,11 | 10,53 | 8,19  | 1,02  | 12 731   |
| Foz do Douro    | 55,60    | 26,08 | 7,85  | 5,94  | 1,98  | 6 817    |
| Lordelo do Ouro | 47,83    | 31,59 | 10,90 | 6,45  | 1,12  | 11 293   |
| Massarelos      | 45,42    | 31,01 | 12,67 | 7,63  | 1,02  | 4 221    |
| Miragaia        | 30,38    | 38,64 | 20,32 | 7,40  | 0,67  | 1 501    |
| Nevogilde       | 74,16    | 13,55 | 3,37  | 3,15  | 3,88  | 3 115    |
| Paranhos        | 44,68    | 33,15 | 11,00 | 7,94  | 0,80  | 24 409   |
| Ramalde         | 47,57    | 31,60 | 9,94  | 7,31  | 0,91  | 18 095   |
| Santo Ildefonso | 44,09    | 32,87 | 11,18 | 8,71  | 0,74  | 4 974    |
| São Nicolau     | 24,92    | 41,72 | 20,55 | 10,31 | 0,31  | 1 280    |
| Sé              | 24,08    | 50,93 | 15,59 | 6,44  | 0,38  | 2 097    |
| Vitória         | 29,48    | 47,41 | 12,61 | 7,42  | 0,28  | 1 428    |
| Porto           | 44,19    | 33,75 | 11,02 | 7,52  | 0,796 | 131 638  |

#### Aldoar
| Partido                 | Partido                        | Votos  | %               | +/-  |
| ----------------------- | ------------------------------ | ------ | --------------- | ---- |
|                         | PSD-CDS                        | 2 977  | 41,07 / 100,00  | 1,75 |
|                         | Partido Socialista             | 2 717  | 37,48 / 100,00  | 2,17 |
|                         | Coligação Democrática Unitária | 675    | 9,31 / 100,00   | 0,11 |
|                         | Bloco de Esquerda              | 588    | 8,11 / 100,00   | 0,30 |
|                         | Movimento Esperança Portugal   | 82     | 1,13 / 100,00   | Novo |
| Votos Inválidos         | Votos Inválidos                | 210    | 2,89 / 100,00   | 0,66 |
| Total                   | Total                          | 7 249  | 100,00 / 100,00 |      |
| Eleitorado/Participação | Eleitorado/Participação        | 11 488 | 63,10 / 100,00  | 1,58 |

#### Bonfim
| Partido                 | Partido                        | Votos  | %               | +/-  |
| ----------------------- | ------------------------------ | ------ | --------------- | ---- |
|                         | PSD-CDS                        | 6 350  | 45,89 / 100,00  | 1,04 |
|                         | Partido Socialista             | 4 344  | 31,39 / 100,00  | 0,62 |
|                         | Coligação Democrática Unitária | 1 516  | 10,96 / 100,00  | 0,53 |
|                         | Bloco de Esquerda              | 1 132  | 8,18 / 100,00   | 1,63 |
|                         | Movimento Esperança Portugal   | 118    | 0,85 / 100,00   | Novo |
| Votos Inválidos         | Votos Inválidos                | 377    | 2,72 / 100,00   | 0,68 |
| Total                   | Total                          | 13 837 | 100,00 / 100,00 |      |
| Eleitorado/Participação | Eleitorado/Participação        | 25 020 | 55,30 / 100,00  | 1,61 |

#### Campanhã
| Partido                 | Partido                        | Votos  | %               | +/-  |
| ----------------------- | ------------------------------ | ------ | --------------- | ---- |
|                         | Partido Socialista             | 8 531  | 45,89 / 100,00  | 1,68 |
|                         | PSD-CDS                        | 5 602  | 30,13 / 100,00  | 0,55 |
|                         | Coligação Democrática Unitária | 2 455  | 13,21 / 100,00  | 0,19 |
|                         | Bloco de Esquerda              | 1 393  | 7,49 / 100,00   | 1,47 |
|                         | Movimento Esperança Portugal   | 83     | 0,45 / 100,00   | Novo |
| Votos Inválidos         | Votos Inválidos                | 527    | 2,84 / 100,00   | 0,52 |
| Total                   | Total                          | 18 591 | 100,00 / 100,00 |      |
| Eleitorado/Participação | Eleitorado/Participação        | 33 838 | 54,94 / 100,00  | 1,47 |

#### Cedofeita
| Partido                 | Partido                        | Votos  | %               | +/-  |
| ----------------------- | ------------------------------ | ------ | --------------- | ---- |
|                         | PSD-CDS                        | 6 414  | 50,38 / 100,00  | 0,72 |
|                         | Partido Socialista             | 3 451  | 27,11 / 100,00  | 0,76 |
|                         | Coligação Democrática Unitária | 1 341  | 10,53 / 100,00  | 1,71 |
|                         | Bloco de Esquerda              | 1 043  | 8,19 / 100,00   | 0,62 |
|                         | Movimento Esperança Portugal   | 130    | 1,02 / 100,00   | Novo |
| Votos Inválidos         | Votos Inválidos                | 352    | 2,77 / 100,00   | 1,21 |
| Total                   | Total                          | 12 731 | 100,00 / 100,00 |      |
| Eleitorado/Participação | Eleitorado/Participação        | 23 152 | 54,99 / 100,00  | 1,30 |

#### Foz do Douro
| Partido                 | Partido                        | Votos  | %               | +/-  |
| ----------------------- | ------------------------------ | ------ | --------------- | ---- |
|                         | PSD-CDS                        | 3 790  | 55,60 / 100,00  | 1,27 |
|                         | Partido Socialista             | 1 778  | 26,08 / 100,00  | 2,42 |
|                         | Coligação Democrática Unitária | 535    | 7,85 / 100,00   | 0,46 |
|                         | Bloco de Esquerda              | 405    | 5,94 / 100,00   | 0,33 |
|                         | Movimento Esperança Portugal   | 135    | 1,98 / 100,00   | Novo |
| Votos Inválidos         | Votos Inválidos                | 174    | 2,56 / 100,00   | 1,05 |
| Total                   | Total                          | 6 817  | 100,00 / 100,00 |      |
| Eleitorado/Participação | Eleitorado/Participação        | 10 595 | 64,34 / 100,00  | 1,48 |

#### Lordelo do Ouro
| Partido                 | Partido                        | Votos  | %               | +/-  |
| ----------------------- | ------------------------------ | ------ | --------------- | ---- |
|                         | PSD-CDS                        | 5 402  | 47,83 / 100,00  | 2,86 |
|                         | Partido Socialista             | 3 567  | 31,59 / 100,00  | 2,06 |
|                         | Coligação Democrática Unitária | 1 231  | 10,90 / 100,00  | 0,18 |
|                         | Bloco de Esquerda              | 728    | 6,45 / 100,00   | 0,17 |
|                         | Movimento Esperança Portugal   | 126    | 1,12 / 100,00   | Novo |
| Votos Inválidos         | Votos Inválidos                | 239    | 2,12 / 100,00   | 1,21 |
| Total                   | Total                          | 11 293 | 100,00 / 100,00 |      |
| Eleitorado/Participação | Eleitorado/Participação        | 19 056 | 59,26 / 100,00  | 0,95 |

#### Massarelos
| Partido                 | Partido                        | Votos | %               | +/-  |
| ----------------------- | ------------------------------ | ----- | --------------- | ---- |
|                         | PSD-CDS                        | 1 917 | 45,42 / 100,00  | 0,35 |
|                         | Partido Socialista             | 1 309 | 31,01 / 100,00  | 0,13 |
|                         | Coligação Democrática Unitária | 535   | 12,67 / 100,00  | 1,02 |
|                         | Bloco de Esquerda              | 322   | 7,63 / 100,00   | 0,07 |
|                         | Movimento Esperança Portugal   | 43    | 1,02 / 100,00   | Novo |
| Votos Inválidos         | Votos Inválidos                | 95    | 2,25 / 100,00   | 1,10 |
| Total                   | Total                          | 4 221 | 100,00 / 100,00 |      |
| Eleitorado/Participação | Eleitorado/Participação        | 6 884 | 61,32 / 100,00  | 2,29 |

#### Miragaia
| Partido                 | Partido                        | Votos | %               | +/-  |
| ----------------------- | ------------------------------ | ----- | --------------- | ---- |
|                         | Partido Socialista             | 580   | 38,64 / 100,00  | 3,44 |
|                         | PSD-CDS                        | 456   | 30,38 / 100,00  | 1,86 |
|                         | Coligação Democrática Unitária | 305   | 20,32 / 100,00  | 0,43 |
|                         | Bloco de Esquerda              | 111   | 7,40 / 100,00   | 0,65 |
|                         | Movimento Esperança Portugal   | 10    | 0,67 / 100,00   | Novo |
| Votos Inválidos         | Votos Inválidos                | 39    | 2,60 / 100,00   | 0,31 |
| Total                   | Total                          | 1 501 | 100,00 / 100,00 |      |
| Eleitorado/Participação | Eleitorado/Participação        | 2 828 | 53,08 / 100,00  | 1,47 |

#### Nevogilde
| Partido                 | Partido                        | Votos | %               | +/-  |
| ----------------------- | ------------------------------ | ----- | --------------- | ---- |
|                         | PSD-CDS                        | 2 310 | 74,16 / 100,00  | 0,40 |
|                         | Partido Socialista             | 422   | 13,55 / 100,00  | 1,90 |
|                         | Movimento Esperança Portugal   | 121   | 3,88 / 100,00   | Novo |
|                         | Coligação Democrática Unitária | 105   | 3,37 / 100,00   | 0,40 |
|                         | Bloco de Esquerda              | 98    | 3,15 / 100,00   | 0,22 |
| Votos Inválidos         | Votos Inválidos                | 59    | 1,90 / 100,00   | 1,43 |
| Total                   | Total                          | 3 115 | 100,00 / 100,00 |      |
| Eleitorado/Participação | Eleitorado/Participação        | 4 876 | 63,88 / 100,00  | 3,79 |

#### Paranhos
| Partido                 | Partido                        | Votos  | %               | +/-  |
| ----------------------- | ------------------------------ | ------ | --------------- | ---- |
|                         | PSD-CDS                        | 10 905 | 44,68 / 100,00  | 0,98 |
|                         | Partido Socialista             | 8 091  | 33,15 / 100,00  | 0,99 |
|                         | Coligação Democrática Unitária | 2 684  | 11,00 / 100,00  | 0,79 |
|                         | Bloco de Esquerda              | 1 938  | 7,94 / 100,00   | 0,67 |
|                         | Movimento Esperança Portugal   | 195    | 0,80 / 100,00   | Novo |
| Votos Inválidos         | Votos Inválidos                | 596    | 2,44 / 100,00   | 1,60 |
| Total                   | Total                          | 24 409 | 100,00 / 100,00 |      |
| Eleitorado/Participação | Eleitorado/Participação        | 42 302 | 57,70 / 100,00  | 3,24 |

#### Ramalde
| Partido                 | Partido                        | Votos  | %               | +/-  |
| ----------------------- | ------------------------------ | ------ | --------------- | ---- |
|                         | PSD-CDS                        | 8 607  | 47,57 / 100,00  | 0,79 |
|                         | Partido Socialista             | 5 718  | 31,60 / 100,00  | 0,41 |
|                         | Coligação Democrática Unitária | 1 798  | 9,94 / 100,00   | 0,25 |
|                         | Bloco de Esquerda              | 1 329  | 7,34 / 100,00   | 0,17 |
|                         | Movimento Esperança Portugal   | 165    | 0,91 / 100,00   | Novo |
| Votos Inválidos         | Votos Inválidos                | 478    | 2,64 / 100,00   | 1,08 |
| Total                   | Total                          | 18 095 | 100,00 / 100,00 |      |
| Eleitorado/Participação | Eleitorado/Participação        | 32 192 | 56,21 / 100,00  | 1,56 |

#### Santo Ildefonso
| Partido                 | Partido                        | Votos  | %               | +/-  |
| ----------------------- | ------------------------------ | ------ | --------------- | ---- |
|                         | PSD-CDS                        | 2 193  | 44,09 / 100,00  | 2,58 |
|                         | Partido Socialista             | 1 635  | 32,87 / 100,00  | 1,17 |
|                         | Coligação Democrática Unitária | 556    | 11,18 / 100,00  | 0,68 |
|                         | Bloco de Esquerda              | 433    | 8,71 / 100,00   | 1,23 |
|                         | Movimento Esperança Portugal   | 37     | 0,74 / 100,00   | Novo |
| Votos Inválidos         | Votos Inválidos                | 110    | 2,41 / 100,00   | 0,81 |
| Total                   | Total                          | 4 974  | 100,00 / 100,00 |      |
| Eleitorado/Participação | Eleitorado/Participação        | 10 107 | 49,21 / 100,00  | 1,85 |

#### São Nicolau
| Partido                 | Partido                        | Votos | %               | +/-  |
| ----------------------- | ------------------------------ | ----- | --------------- | ---- |
|                         | Partido Socialista             | 534   | 41,72 / 100,00  | 2,50 |
|                         | PSD-CDS                        | 319   | 24,92 / 100,00  | 3,10 |
|                         | Coligação Democrática Unitária | 263   | 20,55 / 100,00  | 5,32 |
|                         | Bloco de Esquerda              | 132   | 10,31 / 100,00  | 2,02 |
|                         | Movimento Esperança Portugal   | 4     | 0,31 / 100,00   | Novo |
| Votos Inválidos         | Votos Inválidos                | 28    | 2,19 / 100,00   | 1,67 |
| Total                   | Total                          | 1 280 | 100,00 / 100,00 |      |
| Eleitorado/Participação | Eleitorado/Participação        | 2 568 | 49,84 / 100,00  | 5,10 |

#### Sé
| Partido                 | Partido                        | Votos | %               | +/-  |
| ----------------------- | ------------------------------ | ----- | --------------- | ---- |
|                         | Partido Socialista             | 1 068 | 50,93 / 100,00  | 2,46 |
|                         | PSD-CDS                        | 505   | 24,08 / 100,00  | 5,00 |
|                         | Coligação Democrática Unitária | 327   | 15,59 / 100,00  | 2,68 |
|                         | Bloco de Esquerda              | 135   | 6,44 / 100,00   | 1,53 |
|                         | Movimento Esperança Portugal   | 8     | 0,38 / 100,00   | Novo |
| Votos Inválidos         | Votos Inválidos                | 56    | 2,58 / 100,00   | 1,42 |
| Total                   | Total                          | 2 097 | 100,00 / 100,00 |      |
| Eleitorado/Participação | Eleitorado/Participação        | 4 361 | 48,09 / 100,00  | 1,90 |

#### Vitória
| Partido                 | Partido                        | Votos | %               | +/-  |
| ----------------------- | ------------------------------ | ----- | --------------- | ---- |
|                         | Partido Socialista             | 677   | 47,41 / 100,00  | 2,05 |
|                         | PSD-CDS                        | 421   | 29,48 / 100,00  | 1,83 |
|                         | Coligação Democrática Unitária | 180   | 12,61 / 100,00  | 0,32 |
|                         | Bloco de Esquerda              | 106   | 7,42 / 100,00   | 1,36 |
|                         | Movimento Esperança Portugal   | 4     | 0,28 / 100,00   | Novo |
| Votos Inválidos         | Votos Inválidos                | 40    | 2,80 / 100,00   | 1,04 |
| Total                   | Total                          | 1 428 | 100,00 / 100,00 |      |
| Eleitorado/Participação | Eleitorado/Participação        | 2 711 | 52,67 / 100,00  | 0,30 |

### Juntas de Freguesia

#### Aldoar
| Partido                 | Partido                        | Votos  | %               | +/-  | Mandatos | +/-     |
| ----------------------- | ------------------------------ | ------ | --------------- | ---- | -------- | ------- |
|                         | Partido Socialista             | 3 222  | 44,45 / 100,00  | 0,22 | 6 / 13   | Estável |
|                         | PSD-CDS                        | 2 752  | 37,96 / 100,00  | 2,16 | 5 / 13   | Estável |
|                         | Coligação Democrática Unitária | 538    | 7,42 / 100,00   | 1,33 | 1 / 13   | Estável |
|                         | Bloco de Esquerda              | 475    | 6,55 / 100,00   | 0,04 | 1 / 13   | Estável |
| Votos Inválidos         | Votos Inválidos                | 262    | 3,62 / 100,00   | 0,57 |          |         |
| Total                   | Total                          | 7 249  | 100,00 / 100,00 |      | 13 / 13  |         |
| Eleitorado/Participação | Eleitorado/Participação        | 11 488 | 63,10 / 100,00  | 1,58 |          |         |

#### Bonfim
| Partido                 | Partido                        | Votos  | %               | +/-  | Mandatos | +/-     |
| ----------------------- | ------------------------------ | ------ | --------------- | ---- | -------- | ------- |
|                         | PSD-CDS                        | 6 599  | 47,69 / 100,00  | 0,55 | 10 / 19  | Estável |
|                         | Partido Socialista             | 4 309  | 31,14 / 100,00  | 1,30 | 6 / 19   | Estável |
|                         | Coligação Democrática Unitária | 1 417  | 10,24 / 100,00  | 0,15 | 2 / 19   | Estável |
|                         | Bloco de Esquerda              | 1 038  | 7,50 / 100,00   | 1,28 | 1 / 19   | Estável |
| Votos Inválidos         | Votos Inválidos                | 474    | 3,43 / 100,00   | 0,68 |          |         |
| Total                   | Total                          | 13 837 | 100,00 / 100,00 |      | 19 / 19  |         |
| Eleitorado/Participação | Eleitorado/Participação        | 25 020 | 55,30 / 100,00  | 1,60 |          |         |

#### Campanhã
| Partido                 | Partido                        | Votos  | %               | +/-  | Mandatos | +/-     |
| ----------------------- | ------------------------------ | ------ | --------------- | ---- | -------- | ------- |
|                         | Partido Socialista             | 8 937  | 48,07 / 100,00  | 2,00 | 10 / 19  | Estável |
|                         | PSD-CDS                        | 5 409  | 29,09 / 100,00  | 1,50 | 6 / 19   | Estável |
|                         | Coligação Democrática Unitária | 2 329  | 12,53 / 100,00  | 0,69 | 2 / 19   | Estável |
|                         | Bloco de Esquerda              | 1 314  | 7,07 / 100,00   | 1,63 | 1 / 19   | Estável |
| Votos Inválidos         | Votos Inválidos                | 602    | 3,24 / 100,00   | 0,44 |          |         |
| Total                   | Total                          | 18 591 | 100,00 / 100,00 |      | 19 / 19  |         |
| Eleitorado/Participação | Eleitorado/Participação        | 33 838 | 54,94 / 100,00  | 1,47 |          |         |

#### Cedofeita
| Partido                 | Partido                        | Votos  | %               | +/-  | Mandatos | +/-     |
| ----------------------- | ------------------------------ | ------ | --------------- | ---- | -------- | ------- |
|                         | PSD-CDS                        | 6 359  | 49,98 / 100,00  | 0,51 | 10 / 19  | Estável |
|                         | Partido Socialista             | 3 654  | 28,72 / 100,00  | 0,09 | 6 / 19   | Estável |
|                         | Coligação Democrática Unitária | 1 316  | 10,34 / 100,00  | 1,07 | 2 / 19   | Estável |
|                         | Bloco de Esquerda              | 905    | 7,11 / 100,00   | 0,25 | 1 / 19   | Estável |
| Votos Inválidos         | Votos Inválidos                | 489    | 3,84 / 100,00   | 0,74 |          |         |
| Total                   | Total                          | 12 723 | 100,00 / 100,00 |      | 19 / 19  |         |
| Eleitorado/Participação | Eleitorado/Participação        | 23 152 | 54,95 / 100,00  | 1,37 |          |         |

#### Foz do Douro
| Partido                 | Partido                        | Votos  | %               | +/-  | Mandatos | +/-     |
| ----------------------- | ------------------------------ | ------ | --------------- | ---- | -------- | ------- |
|                         | PSD-CDS                        | 3 844  | 56,40 / 100,00  | 2,68 | 8 / 13   | Estável |
|                         | Partido Socialista             | 1 852  | 27,17 / 100,00  | 0,87 | 4 / 13   | Estável |
|                         | Coligação Democrática Unitária | 513    | 7,53 / 100,00   | 1,38 | 1 / 13   | Estável |
|                         | Bloco de Esquerda              | 351    | 5,15 / 100,00   | 0,14 | 0 / 13   | Estável |
| Votos Inválidos         | Votos Inválidos                | 256    | 3,76 / 100,00   | 0,56 |          |         |
| Total                   | Total                          | 6 816  | 100,00 / 100,00 |      | 13 / 13  |         |
| Eleitorado/Participação | Eleitorado/Participação        | 10 595 | 64,33 / 100,00  | 1,49 |          |         |

#### Lordelo do Ouro
| Partido                 | Partido                        | Votos  | %               | +/-  | Mandatos | +/-     |
| ----------------------- | ------------------------------ | ------ | --------------- | ---- | -------- | ------- |
|                         | PSD-CDS                        | 5 368  | 47,53 / 100,00  | 2,50 | 7 / 13   | Estável |
|                         | Partido Socialista             | 3 649  | 32,31 / 100,00  | 2,24 | 5 / 13   | Estável |
|                         | Coligação Democrática Unitária | 1 252  | 11,09 / 100,00  | 0,25 | 1 / 13   | Estável |
|                         | Bloco de Esquerda              | 697    | 6,17 / 100,00   | 0,18 | 0 / 13   | Estável |
| Votos Inválidos         | Votos Inválidos                | 327    | 2,89 / 100,00   | 0,70 |          |         |
| Total                   | Total                          | 11 293 | 100,00 / 100,00 |      | 13 / 13  |         |
| Eleitorado/Participação | Eleitorado/Participação        | 19 056 | 59,26 / 100,00  | 0,95 |          |         |

#### Massarelos
| Partido                 | Partido                        | Votos | %               | +/-  | Mandatos | +/-     |
| ----------------------- | ------------------------------ | ----- | --------------- | ---- | -------- | ------- |
|                         | PSD-CDS                        | 1 941 | 45,97 / 100,00  | 1,19 | 7 / 13   | 1       |
|                         | Partido Socialista             | 1 429 | 33,85 / 100,00  | 1,42 | 5 / 13   | Estável |
|                         | Coligação Democrática Unitária | 441   | 10,45 / 100,00  | 1,77 | 1 / 13   | Estável |
|                         | Bloco de Esquerda              | 275   | 6,51 / 100,00   | 0,38 | 0 / 13   | 1       |
| Votos Inválidos         | Votos Inválidos                | 136   | 3,22 / 100,00   | 0,47 |          |         |
| Total                   | Total                          | 4 222 | 100,00 / 100,00 |      | 13 / 13  |         |
| Eleitorado/Participação | Eleitorado/Participação        | 6 884 | 61,33 / 100,00  | 2,22 |          |         |

#### Miragaia
| Partido                 | Partido                        | Votos | %               | +/-  | Mandatos | +/-     |
| ----------------------- | ------------------------------ | ----- | --------------- | ---- | -------- | ------- |
|                         | Partido Socialista             | 554   | 36,86 / 100,00  | 5,37 | 4 / 9    | Estável |
|                         | PSD-CDS                        | 502   | 33,40 / 100,00  | 9,94 | 3 / 9    | 1       |
|                         | Coligação Democrática Unitária | 298   | 19,83 / 100,00  | 5,86 | 2 / 9    | 1       |
|                         | Bloco de Esquerda              | 107   | 7,12 / 100,00   | 1,37 | 0 / 9    | Estável |
| Votos Inválidos         | Votos Inválidos                | 42    | 2,80 / 100,00   | 0,07 |          |         |
| Total                   | Total                          | 1 503 | 100,00 / 100,00 |      | 9 / 9    |         |
| Eleitorado/Participação | Eleitorado/Participação        | 2 828 | 53,15 / 100,00  | 1,43 |          |         |

#### Nevogilde
| Partido                 | Partido                        | Votos | %               | +/-  | Mandatos | +/-     |
| ----------------------- | ------------------------------ | ----- | --------------- | ---- | -------- | ------- |
|                         | PSD-CDS                        | 2 396 | 76,92 / 100,00  | 3,16 | 8 / 9    | Estável |
|                         | Partido Socialista             | 450   | 14,45 / 100,00  | 2,05 | 1 / 9    | Estável |
|                         | Bloco de Esquerda              | 105   | 3,37 / 100,00   | 0,16 | 0 / 9    | Estável |
|                         | Coligação Democrática Unitária | 62    | 1,99 / 100,00   | 0,54 | 0 / 9    | Estável |
| Votos Inválidos         | Votos Inválidos                | 102   | 3,28 / 100,00   | 0,71 |          |         |
| Total                   | Total                          | 3 115 | 100,00 / 100,00 |      | 9 / 9    |         |
| Eleitorado/Participação | Eleitorado/Participação        | 4 876 | 63,88 / 100,00  | 3,79 |          |         |

#### Vitória
| Partido                 | Partido                        | Votos   | %               | +/-     | Mandatos        | +/-     |
| ----------------------- | ------------------------------ | ------- | --------------- | ------- | --------------- | ------- |
|                         | PSD-CDS                        |         | 44,19 / 100,00  | Aumento | 44,19 / 100,00  |         |
|                         | Partido Socialista             |         | 33,75 / 100,00  | Baixa   | 33,75 / 100,00  |         |
|                         | Coligação Democrática Unitária |         | 11,02 / 100,00  | Aumento | 11,02 / 100,00  |         |
|                         | Bloco de Esquerda              |         | 7,52 / 100,00   | Aumento | 7,52 / 100,00   | Estável |
|                         | Movimento Esperança Portugal   |         | 0,96 / 100,00   | Novo    |                 |         |
| Votos Inválidos         | Votos Inválidos                |         | 100,00 / 100,00 | Baixa   |                 |         |
| Total                   | Total                          | 131 638 | 100,00 / 100,00 |         | 100,00 / 100,00 |         |
| Eleitorado/Participação | Eleitorado/Participação        |         | 100,00 / 100,00 | Baixa   |                 |         |

| Freguesia       | 2005-2009 | 2005-2009          | 2005-2009      | 2009-2013 | 2009-2013          | 2009-2013      |
| --------------- | --------- | ------------------ | -------------- | --------- | ------------------ | -------------- |
| Aldoar          |           | Partido Socialista | 44,67 / 100,00 |           | Partido Socialista | 44,45 / 100,00 |
| Bonfim          |           | PSD-CDS            | 47,14 / 100,00 |           | PSD-CDS            | 47,69 / 100,00 |
| Campanhã        |           | Partido Socialista | 50,07 / 100,00 |           | Partido Socialista | 48,07 / 100,00 |
| Cedofeita       |           | PSD-CDS            | 50,49 / 100,00 |           | PSD-CDS            | 49,98 / 100,00 |
| Foz do Douro    |           | PSD-CDS            | 53,72 / 100,00 |           | PSD-CDS            | 56,40 / 100,00 |
| Lordelo do Ouro |           | PSD-CDS            | 45,03 / 100,00 |           | PSD-CDS            | 47,53 / 100,00 |
| Massarelos      |           | PSD-CDS            | 44,78 / 100,00 |           | PSD-CDS            | 45,97 / 100,00 |
| Miragaia        |           | Partido Socialista | 42,23 / 100,00 |           | Partido Socialista | 36,86 / 100,00 |
| Nevogilde       |           | PSD-CDS            | 73,76 / 100,00 |           | PSD-CDS            | 76,92 / 100,00 |
| Paranhos        |           | PSD-CDS            | 42,87 / 100,00 |           | PSD-CDS            | 45,94 / 100,00 |
| Ramalde         |           | PSD-CDS            | 46,18 / 100,00 |           | PSD-CDS            | 47,92 / 100,00 |
| Santo Ildefonso |           | PSD-CDS            | 46,25 / 100,00 |           | PSD-CDS            | 44,65 / 100,00 |
| São Nicolau     |           | Partido Socialista | 43,77 / 100,00 |           | Partido Socialista | 39,30 / 100,00 |
| Sé              |           | Partido Socialista | 42,90 / 100,00 |           | Partido Socialista | 50,64 / 100,00 |
| Vitória         |           | Partido Socialista | 47,59 / 100,00 |           | Partido Socialista | 52,17 / 100,00 |